# Луначарский (Самарская область)
Лунача́рский — посёлок в Ставропольском районе Самарской области. Административно входит в сельское поселение Луначарский.

## География
Посёлок расположен в Ставропольском районе на левом берегу Куйбышевского водохранилища (р.Волга), выше по течению располагается посёлок Висла, ниже — село Ягодное, в 14 км к востоку — посёлок Выселки.

## История
В 1973 году Указом Президиума ВС РСФСР посёлок совхоза имени Луначарского переименован в Луначарский.

## Население
| Год  | Численность | Численность |
| ---- | ----------- | ----------- |
| 2010 | 2446        | [ 4 ]       |
| 2012 | 2501        | [ 5 ]       |
| 2013 | 2519        | [ 6 ]       |
| 2014 | 2553        | [ 7 ]       |
| 2015 | 2536        | [ 8 ]       |
| 2016 | 2546        | [ 9 ]       |
| 2017 | 2533        | [ 10 ]      |
| 2018 | 2496        | [ 11 ]      |
| 2019 | 2445        | [ 12 ]      |
| 2020 | 2379        | [ 13 ]      |
| 2021 | 2487        | [ 1 ]       |

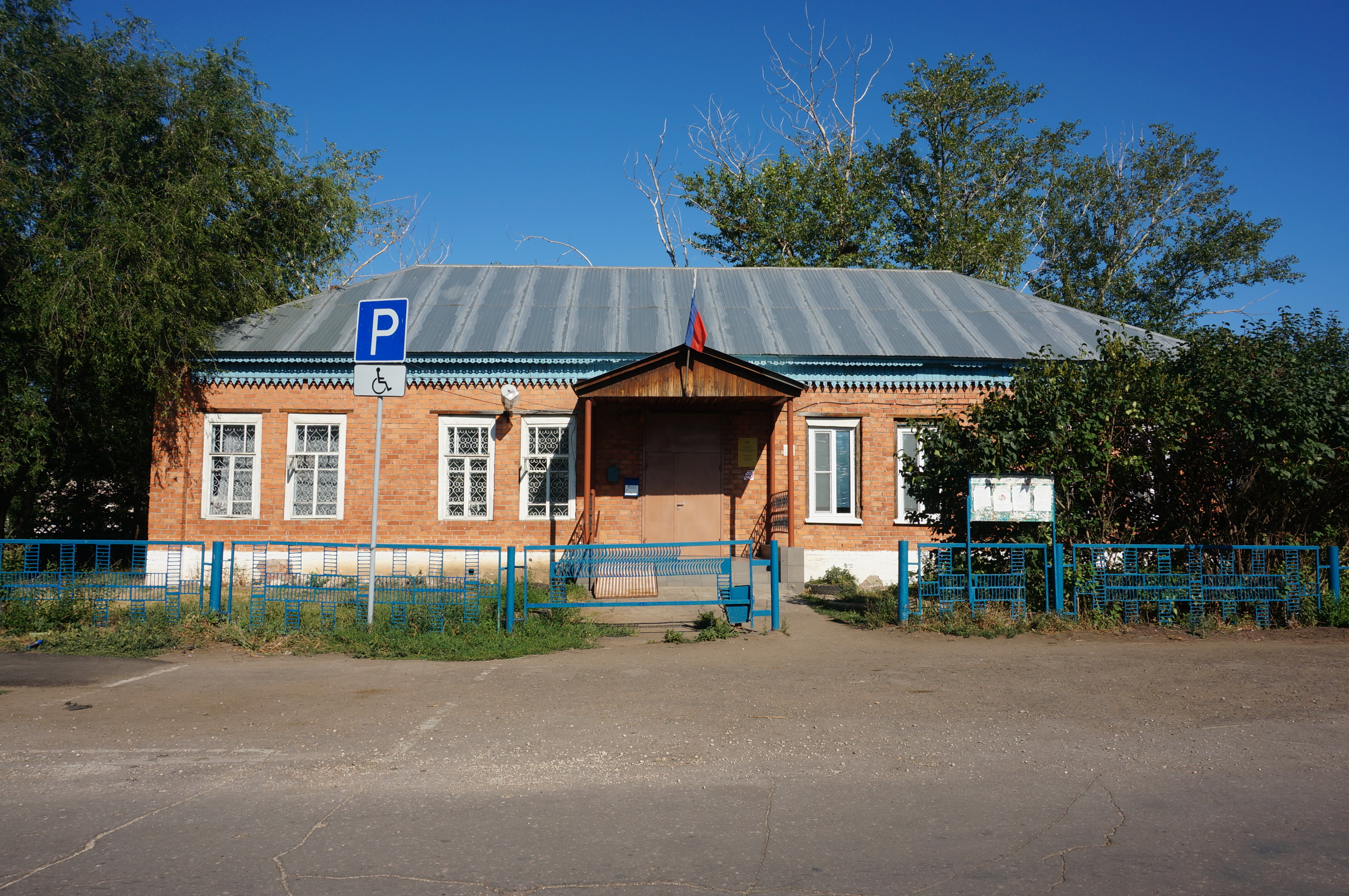
Посёлок
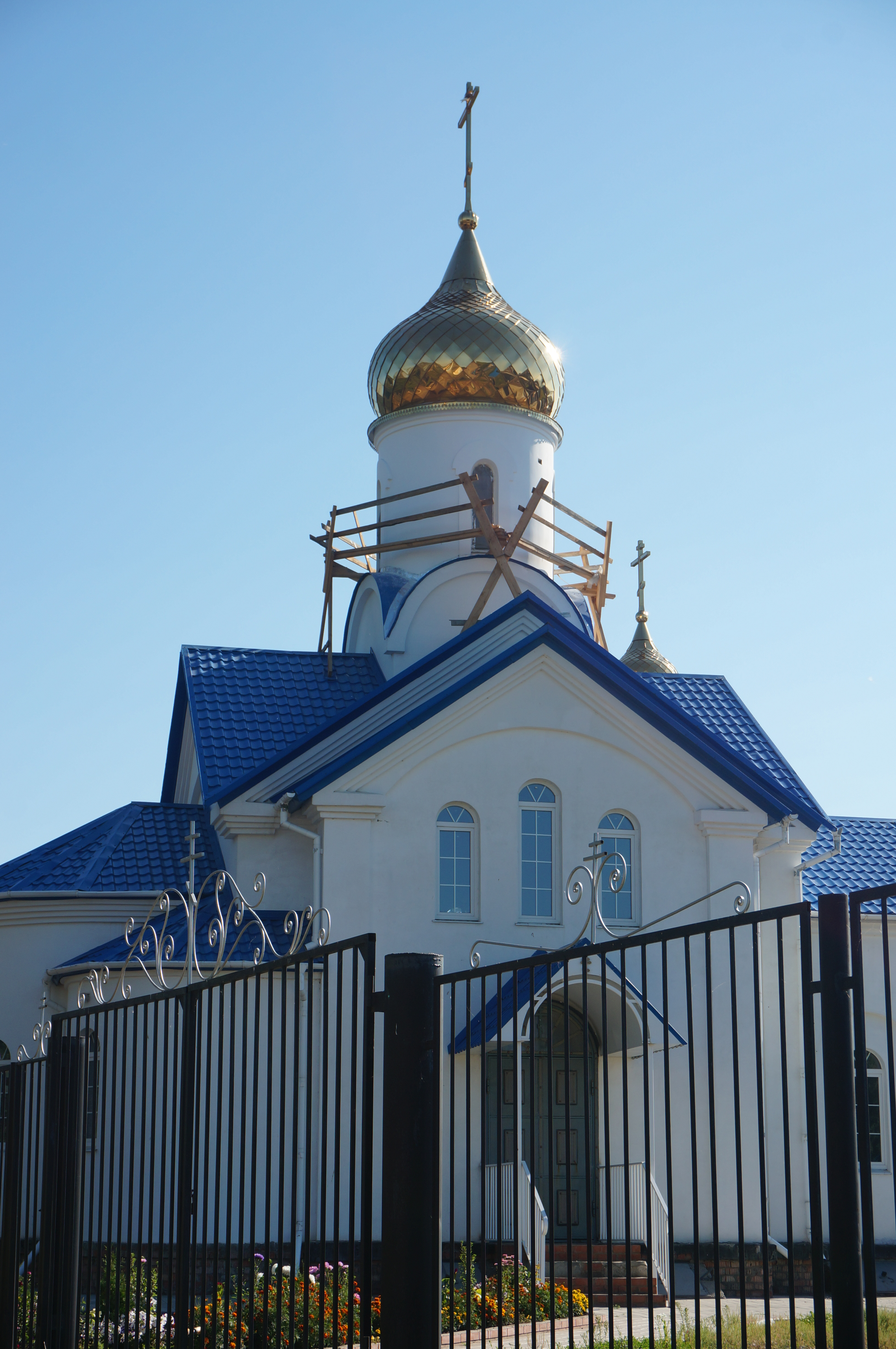
Покровский храм
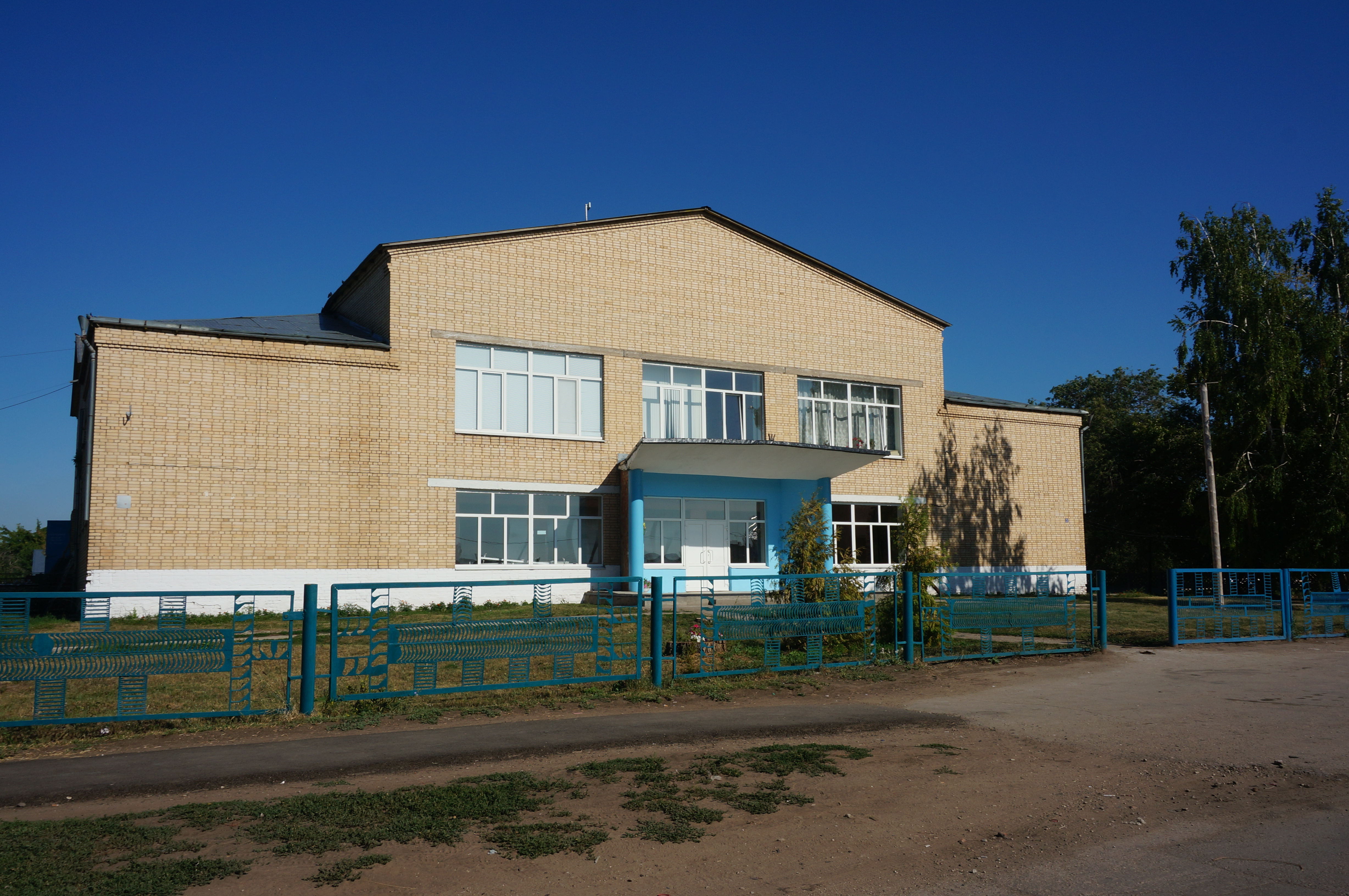
Дом культуры
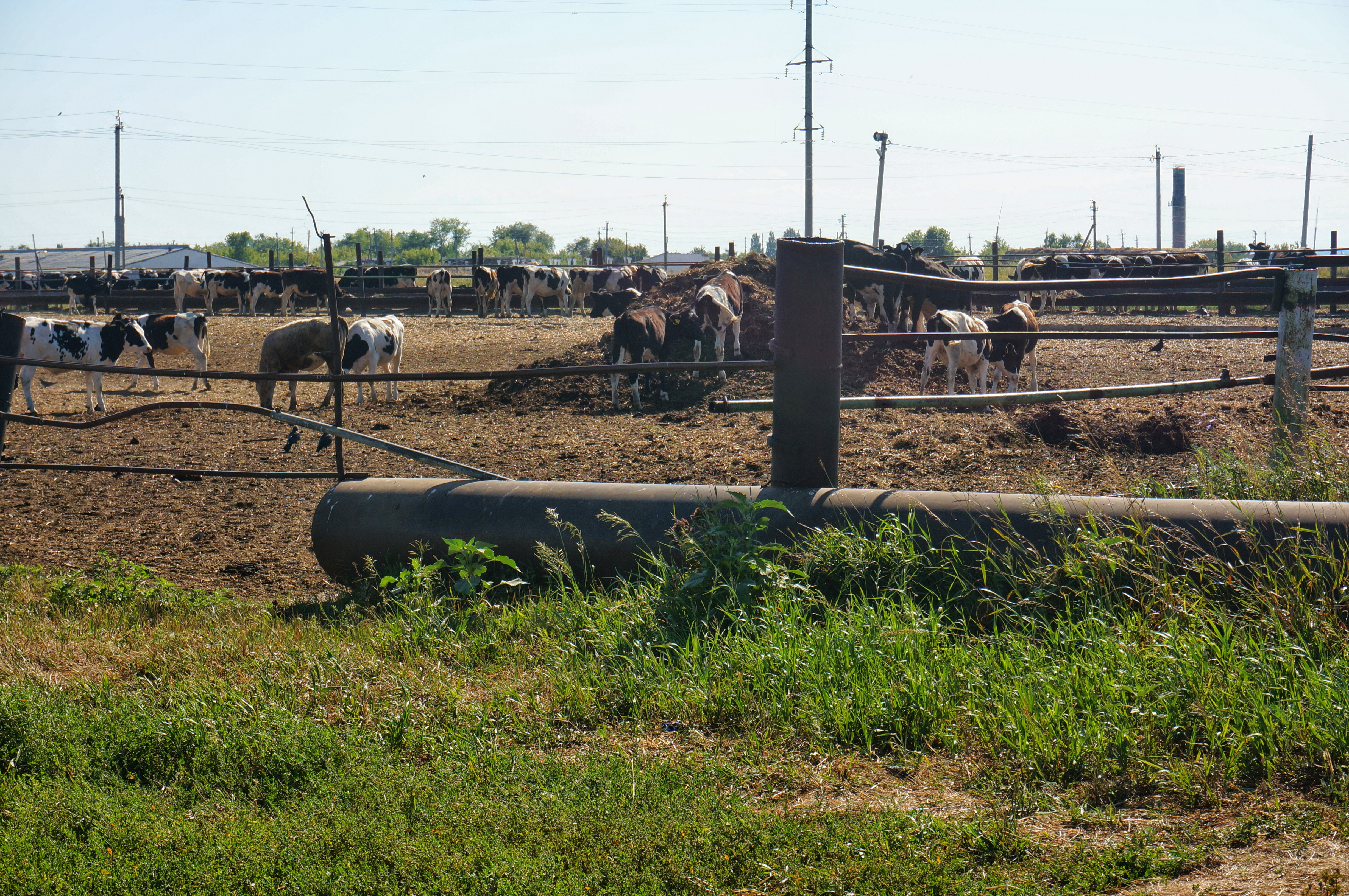
Агрокомплекс